# 누에르인

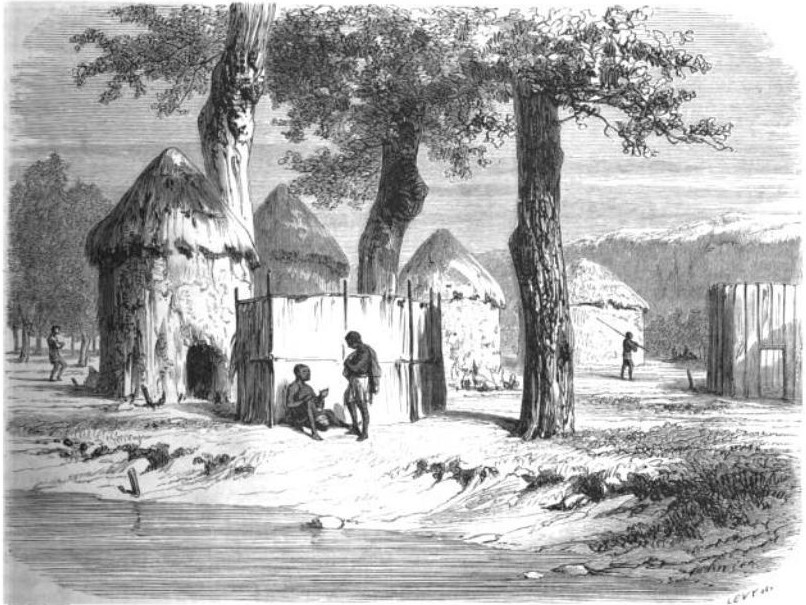

누에르인(Nuer people)은 남수단의 그레이터 어퍼 나일 지역에 집중되어 있는 나일계 민족이다. 이들은 에티오피아의 감벨라 지역에서도 살고 있다. 누에르인은 나일어족에 속하는 누에르어를 사용한다. 이들은 남수단에서 두 번째로 큰 소수 민족이다. 누에르인은 생계를 위해 소를 치는 목축민이다. 이들의 소는 동반자 역할을 하며 그들의 생활양식을 정의한다. 누에르인은 스스로를 나아스(Naath)라고 부른다.

## 개요
누에르인은 반유목 생활 방식 때문에 역사적으로 적게 집계되었다. 그들은 또한 가족의 연장자만 세는 문화를 가지고 있다. 예를 들어 누에르인은 자신이 가진 소의 수를 세는 것이 불행을 초래할 수 있다고 믿으며 그들이 가진 것보다 적은 수의 자녀를 보고하는 것을 선호한다. 이들의 남수단 인구는 최서단의 아프리카 뿔 반도 민족이다.

## 문화
소는 역사적으로 누에르인에게 상징적, 종교적, 경제적 가치가 가장 높았다. 섀런 허친슨(Sharon Hutchinson)은 "누에르인 사이에서 사람과 소의 차이는 계속해서 과소평가되었다."라고 썼다. 소는 남편의 혈통에서 아내의 혈통으로 물려주는 신부 재산으로서의 역할에서 특히 중요하다. 이 가축 교환은 자녀가 남편의 혈통에 속하는 것으로 간주되도록 보장한다. 유령 결혼에 대한 누에르의 고전적인 제도는 남자가 사후에 자녀를 "아버지"로 만들 수 있는 것으로, 가축 교환에 의한 혈족 관계와 혈통 관계의 정의에 기반을 두고 있다. 차례로 아내의 부계에 넘겨진 소는 그 부계의 남자 아이들이 결혼할 수 있게 하여 아내의 부계의 연속성을 보장한다. 불임 여성은 심지어 자신의 아내를 가질 수 있는데, 그들의 자녀는 생물학적으로 다른 결합의 남성에게서 난 후 부계의 구성원이 되며, 그녀는 법적으로나 문화적으로 그들의 아버지가 되어 은유적으로 번식에 참여할 수 있다.

## 같이 보기
- 딩카인
- 수단 민족 갈등